# Campeonato de Rugby das Américas de 2017
O Campeonato de Rugby das Américas de 2017 (em inglês: 2017 Americas Rugby News) foi a segunda edição desta competição, sendo conhecido como Seis Nações das Américas, em referência ao torneio Seis Nações da Europa.
Suas partidas foram disputadas entre fevereiro e março de 2017. As seleções de Argentina (representada pela Argentina XV), Brasil, Canadá, Chile, Estados Unidos e Uruguai participaram da competição.
A seleção dos Estados Unidos sagrou-se campeã do torneio, após uma campanha de quatro vitórias e um empate.

## Regulamento
O torneio foi disputado no formato todos contra todos, em turno único, onde cada selecionado jogou cinco partidas.
Ao final das cinco rodadas, a equipe que somou mais pontos foi declarada campeã do campeonato.

### Equipes e locais de disputa
Segue-se, no quadro abaixo, o resumo das equipes participantes e suas sedes de disputa nesta competição.
| Equipe         | Treinador         | Capitão                                                               | Sedes                                   | Sedes      | Sedes              |
| Equipe         | Treinador         | Capitão                                                               | Estádio                                 | Capacidade | Cidade             |
| -------------- | ----------------- | --------------------------------------------------------------------- | --------------------------------------- | ---------- | ------------------ |
| Argentina XV   | Felipe Contepomi  | Lautaro Bavaro Juan Cappiello                                         | Estádio Municipal de Comodoro Rivadavia | 10 000     | Comodoro Rivadavia |
| Argentina XV   | Felipe Contepomi  | Lautaro Bavaro Juan Cappiello                                         | Estádio Villa Mitre                     | 6 000      | Bahía Blanca       |
| Argentina XV   | Felipe Contepomi  | Lautaro Bavaro Juan Cappiello                                         | Estádio Agustín Pichot                  | 3 500      | Ushuaia            |
| Brasil         | Rodolfo Ambrósio  | Nick Smith                                                            | Estádio do Pacaembú                     | 37 730     | São Paulo          |
| Canadá         | Mark Anscombe     | Gordon McRorie Ray Barkwill                                           | Swangard Stadium                        | 5 288      | Burnaby            |
| Canadá         | Mark Anscombe     | Gordon McRorie Ray Barkwill                                           | Westhills Stadium                       | 1 718      | Langford           |
| Chile          | Bernard Charreyre | Claudio Zamorano Benjamín Soto José Ignacio Larenas Manuel Gurruchaga | Estádio San Carlos de Apoquindo         | 14 118     | Santiago           |
| Chile          | Bernard Charreyre | Claudio Zamorano Benjamín Soto José Ignacio Larenas Manuel Gurruchaga | Estádio CAP                             | 10 500     | Talcahuano         |
| Estados Unidos | John Mitchell     | Blaine Scully James Hilterbrand Todd Clever Nate Augspurger           | Estádio Dell Diamond                    | 11 631     | Round Rock         |
| Estados Unidos | John Mitchell     | Blaine Scully James Hilterbrand Todd Clever Nate Augspurger           | Estádio Toyota Field                    | 8 296      | San Antonio        |
| Uruguai        | Esteban Meneses   | Alejandro Nieto Juan Manuel Gaminara                                  | Estádio Domingo Burgueño Miguel         | 22 000     | Maldonado          |
| Uruguai        | Esteban Meneses   | Alejandro Nieto Juan Manuel Gaminara                                  | Estádio Charrúa                         | 14 000     | Montevidéu         |

## Jogos do Campeonato de Rugby das Américas de 2017
Seguem-se, abaixo as partidas realizadas neste evento.

### 1ª rodada
| 3 de Fevereiro de 2017 | Brasil | 17–3    | Chile | Estádio do Pacaembu, São Paulo           |  |
|                        |        | Reporte |       | Público: 5000 Árbitro: Claudio Cativelli |  |

| 4 de Fevereiro de 2017 | Estados Unidos | 29–23   | Uruguai | Estádio Toyota Field, San Antonio   |  |
|                        |                | Reporte |         | Público: 3000 Árbitro: Chris Assmus |  |

| 4 de Fevereiro de 2017 | Canadá | 6–20    | Argentina XV | Westhills Stadium, Langford        |  |
|                        |        | Reporte |              | Público: 2000 Árbitro: Kurt Weaver |  |

### 2ª rodada
| 11 de Fevereiro de 2017 | Argentina XV | 57-12   | Uruguai | Estádio El Fortín, Bahía Blanca    |  |
|                         |              | Reporte |         | Público: 6000 Árbitro: Kurt Weaver |  |

| 11 de Fevereiro de 2017 | Estados Unidos | 51–3    | Brasil | Dell Diamond, Round Rock            |  |
|                         |                | Reporte |        | Público: 6000 Árbitro: Pablo Deluca |  |

| 11 de Fevereiro de 2017 | Canadá | 36–15   | Chile | Westhills Stadium, Langford          |  |
|                         |        | Reporte |       | Público: 1500 Árbitro: Derek Summers |  |

### 3ª rodada
| 18 de Fevereiro de 2017 | Chile | 10–45   | Argentina XV | Estádio CAP, Talcahuano                  |  |
|                         |       | Reporte |              | Público: 5000 Árbitro: Ricardo Sant'Anna |  |

| 18 de Fevereiro de 2017 | Uruguai | 23–12   | Brasil | Estádio Domingo Burgueño Miguel, Maldonado |  |
|                         |         | Reporte |        | Árbitro: Pablo Deluca                      |  |

| 18 de Fevereiro de 2017 | Canadá | 34–51   | Estados Unidos | Swangard Stadium, Burnaby               |  |
|                         |        | Reporte |                | Público: 3400 Árbitro: Damián Schneider |  |

### 4ª rodada
| 25 de Fevereiro de 2017 | Chile | 9–57    | Estados Unidos | Estádio San Carlos de Apoquindo, Santiago |  |
|                         |       | Reporte |                | Árbitro: Ricardo Sant'Anna                |  |

| 25 de Fevereiro de 2017 | Argentina XV | 79–7    | Brasil | Estádio Agustín Pichot, Ushuaia |  |
|                         |              | Reporte |        | Árbitro: Claudio Cativelli      |  |

| 25 de Fevereiro de 2017 | Uruguai | 17–13   | Canadá | Estádio Domingo Burgueño Miguel, Maldonado |  |
|                         |         | Reporte |        | Árbitro: Derek Summers                     |  |

### 5ª rodada
| 3 de Março de 2017 | Brasil | 24-23   | Canadá | Estádio do Pacaembu, São Paulo |  |
|                    |        | Reporte |        | Árbitro: Damián Schneider      |  |

| 4 de Março de 2017 | Uruguai | 45-14   | Chile | Estádio Charrúa, Montevidéu |  |
|                    |         | Reporte |       | Árbitro: Kurt Weaver        |  |

| 4 de Março de 2017 | Argentina XV | 27-27 | Estados Unidos | Estádio Municipal de Comodoro Rivadavia, Comodoro Rivadavia |  |
|                    |              |       |                | Árbitro: Joaquín Montes                                     |  |

### Classificação Final
Após as cinco rodadas terem sido disputadas, os Estados Unidos conquistaram o título da competição.
| Posição | Nação          | Partidas | Partidas | Partidas | Partidas | Pontos | Pontos | Pontos | Tries | Bonificação | Bonificação | Pontos Ganhos |
| Posição | Nação          | Jogos    | V        | E        | D        | G+     | G-     | Dif    | Tries | 4 tries     | D 7         | Pontos Ganhos |
| ------- | -------------- | -------- | -------- | -------- | -------- | ------ | ------ | ------ | ----- | ----------- | ----------- | ------------- |
| 1º      | Estados Unidos | 5        | 4        | 1        | 0        | 215    | 96     | +119   | 29    | 4           | 0           | 22            |
| 2º      | Argentina XV   | 5        | 4        | 1        | 0        | 228    | 62     | +166   | 32    | 3           | 0           | 21            |
| 3º      | Uruguai        | 5        | 3        | 0        | 2        | 120    | 125    | -5     | 16    | 2           | 1           | 15            |
| 4º      | Brasil         | 5        | 2        | 0        | 3        | 63     | 179    | –116   | 6     | 0           | 0           | 8             |
| 5º      | Canadá         | 5        | 1        | 0        | 4        | 112    | 127    | –15    | 13    | 2           | 2           | 8             |
| 6º      | Chile          | 5        | 0        | 0        | 5        | 51     | 200    | –149   | 4     | 0           | 0           | 0             |

- Critérios de pontuação: vitória = 4; empate = 2; quatro ou mais tries convertidos (bonificação por partida) = 1; derrota por diferença igual ou menor a sete pontos (bonificação por partida) = 1.

- Brasil e Canadá tiveram igual número de pontos, porém os brasileiros ficaram à frente dos canadenses por tê-los derrotado (critério do confronto direto).[7]